# Uszatka błotna
Uszatka błotna, sowa błotna, błotnica (Asio flammeus) – gatunek średniej wielkości ptaka z rodziny puszczykowatych (Strigidae).

## Występowanie
Zamieszkuje Europę, Azję, Amerykę Północną i Południową, Karaiby, Hawaje (gdzie jest jedyną sową) i wyspy Galapagos. Najwięcej europejskich populacji zasiedla Rosję, Skandynawię i Wielką Brytanię. Północne populacje są wędrowne. Zimowiska znajdują się na bardziej południowych stanowiskach o łagodniejszym klimacie – od północnych rejonów Europy Środkowej aż po Morze Śródziemne i północną Afrykę, na Bliskim Wschodzie, w południowej, południowo-wschodniej i wschodniej Azji po Japonię oraz w środkowej i południowej części Ameryki Północnej.
W Polsce skrajnie nieliczny ptak lęgowy, częściowo wędrowny (przeloty od marca do maja oraz od sierpnia do października). W latach 2013–2018 jej liczebność na terenie kraju szacowano na zaledwie 0–35 par. Dawniej zasiedlała znaczną część niżu Polski. Obecnie pojawia się nierównomiernie i sporadycznie, najczęściej na północnym wschodzie – w zabagnionych dolinach, takich jak nad Biebrzą, zanotowano pojedyncze stanowiska na Pomorzu i Lubelszczyźnie. Tylko wyjątkowo można spotkać zimujące osobniki.

## Podgatunki
Wyróżnia się 11 podgatunków Asio flammeus:
- Asio flammeus bogotensis Chapman, 1915 – Kolumbia, Ekwador, północno-zachodnie Peru
- Asio flammeus cubensis Garrido, 2007 – Kuba
- uszatka karaibska[3] Asio flammeus domingensis (Statius Müller, 1776) – Haiti
- uszatka błotna[3] Asio flammeus flammeus (Pontoppidan, 1763) – Ameryka Północna, Europa, północna i środkowa Azja; zimowiska: Europa poza północną częścią, północna Afryka, Bliski Wschód, południowa, południowo-wschodnia i wschodnia Azja po Japonię, środkowa i południowa część Ameryki Północnej (głównie południowe USA po środkowy Meksyk)
- uszatka ciemnolica[3] Asio flammeus galapagoensis (Gould, 1837) – Galapagos
- Asio flammeus pallidicaudus Friedmann, 1949 – Wenezuela, Gujana, Surinam, być może Gujana Francuska
- Asio flammeus ponapensis Mayr, 1933 – wyspa Pohnpei we wschodnich Karolinach
- Asio flammeus portoricensis Ridgway, 1882 – Portoryko
- Asio flammeus sandwichensis (A. Bloxam, 1827) – Hawaje
- uszatka falklandzka[3] Asio flammeus sanfordi Bangs, 1919 – Falklandy
- Asio flammeus suinda (Vieillot, 1817) – południowe Peru, południowa Brazylia i dalej na południe aż po Ziemię Ognistą.

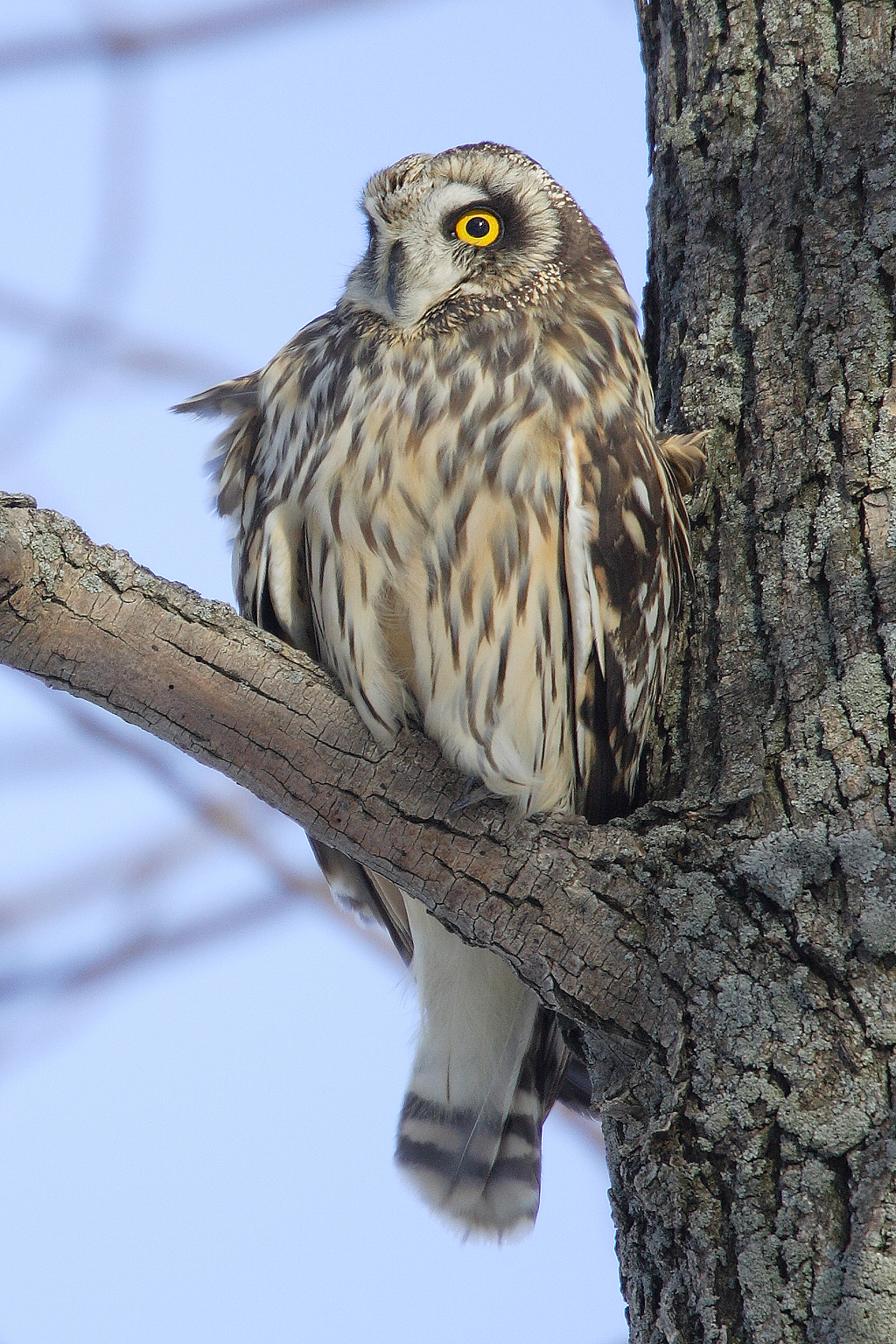
Uszatka błotna w Kanadzie

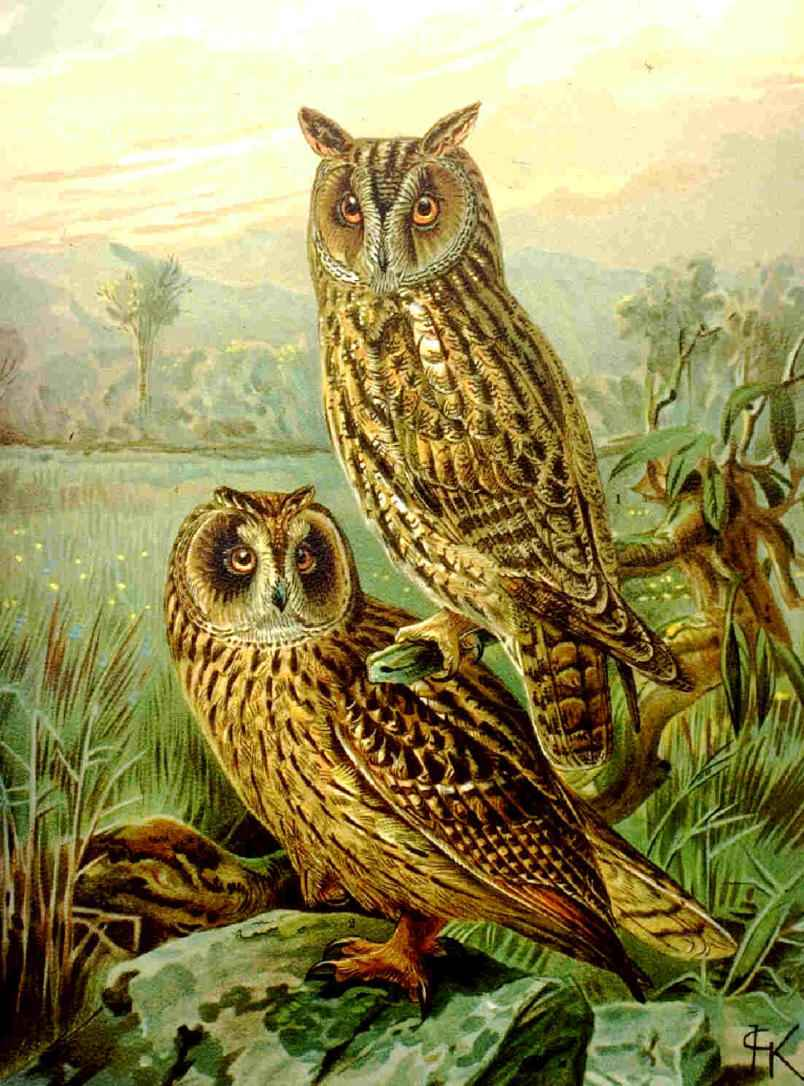
Porównanie sowy uszatej (od góry) i uszatki błotnej (na dole)

## Charakterystyka

### Wygląd zewnętrzny
Na głowie znajdują się „uszy” utworzone z piór tuż nad brwiami, lecz o wiele krótsze niż u sowy uszatej, a widoczne tylko wtedy, gdy ptak jest zdenerwowany. Tęczówki cytrynowożółte, a wokół oczu widać czarne obrzeżenie. Sylwetka smukła, bardziej pochylona niż u innych sów, o jasnym upierzeniu i brunatnym kreskowaniu dobrze maskującym na ziemi. Spód płowy, na którym widać drobne kreski. Mała, okrągła głowa, podłużne kreski na piersiach. W przeciwieństwie do sowy uszatej unika siadania nawet na niższych krzewach, ma jaśniejsze upierzenie, bladą, biało-beżową szlarę wokół oczu. Ma długie, spiczaste i smukłe skrzydła, gdzie na wierzchu znajdują się w części dłoniowej rudawe plamy. Nieznaczny dymorfizm płciowy w upierzeniu: u samców spód skrzydeł jaśniejszy. Jest trochę mniejsza od puszczyka.

### Zachowanie
Aktywna również za dnia. Często można ją zobaczyć siedzącą na ziemi lub niskim krzewie, w odróżnieniu od sowy uszatej. Czasem zbiera się na noclegowiskach w grupy liczące nawet 200 osobników.

### Wymiary średnie
długość ciała34–42 cm
rozpiętość skrzydeł95–110 cm
masa ciałasamce 206–396 g; samice 260–475 g

## Biotop
Unika lasów oraz gór i zgodnie z nazwą gatunkową spotkać ją można na bagnach, torfowiskach niskich, mokradłach, podmokłych dolinach i łąkach z pojedynczymi krzakami, wrzosowiskach z niewielkimi wzniesieniami i porośniętych wysoką trawą, wydmach, tundrze, ale również na terenach gospodarczych w szczególności na pastwiskach i innych terenach otwartych.

## Okres lęgowy

### Toki
W okresie lęgowym odbywają się loty godowe, kiedy szybko uderzają skrzydłami, co słychać jak „klaskanie”. Samiec decyduje o wyborze terytorium i jego obronie.

### Gniazdo
Lęgnie się na ziemi w pozbawionym wilgoci stanowisku, wśród suchych traw lub wrzosów i innej niskiej roślinności. W pobliżu jest zwykle wzniesienie, z którego samiec patroluje okolicę. Gniazdo stanowi zagłębienie w gruncie wyścielone materiałem roślinnym. Jedyna z sów, która wyścieła swoje gniazdo źdźbłami trawy i trzciny z najbliższego otoczenia gniazda. Gniazda mogą być ulokowane pojedynczo lub zgrupowane w niewielkiej ilości niedaleko siebie.

### Jaja

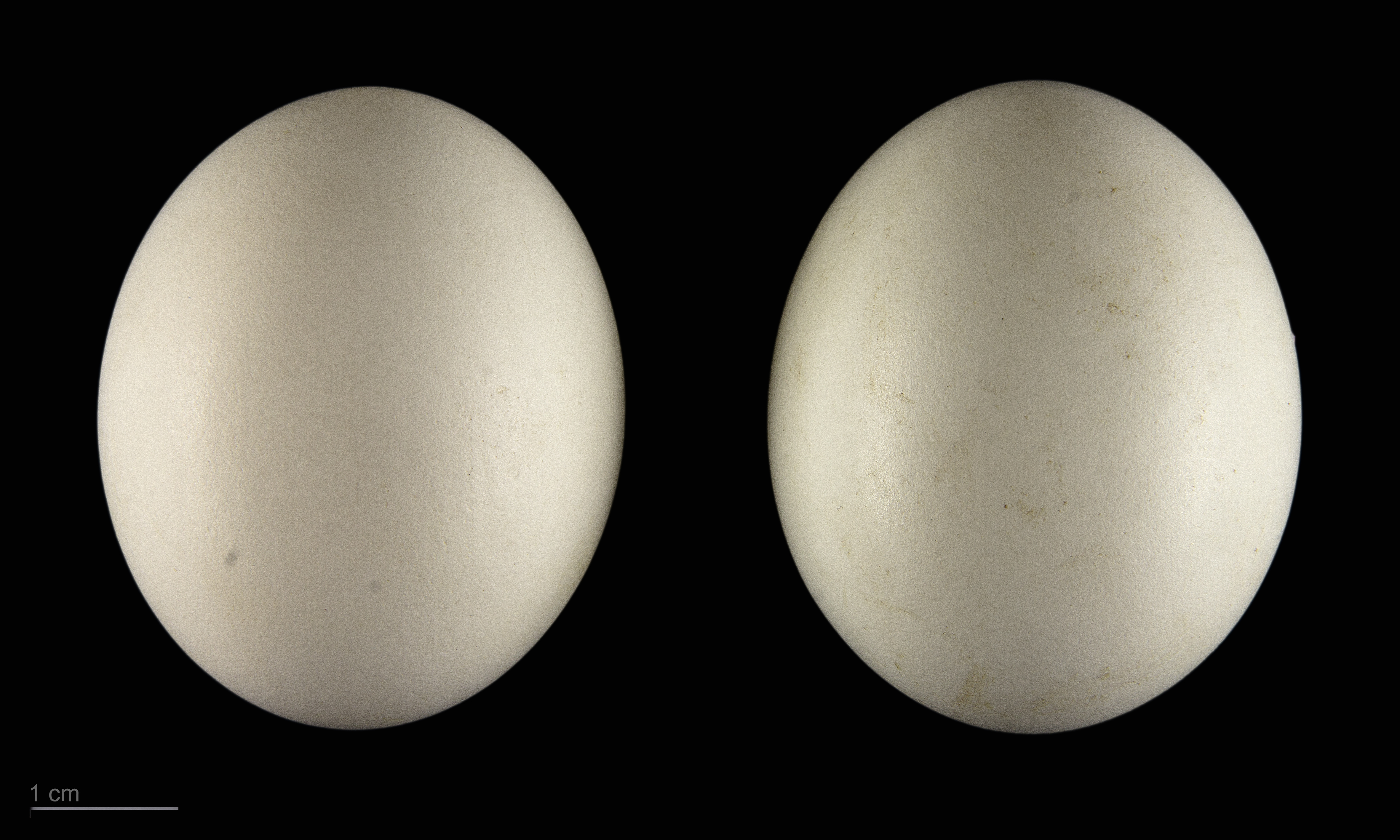
Jaja podgatunku nominatywnego z kolekcji muzealnej

Równobiegunowe, prawie kuliste, o białej, grubej skorupce i średnich wymiarach 40×32 mm, składanych w ilości 4–7 (czasem nawet 10) pod koniec maja lub na początku czerwca, wysiadywane od złożenia pierwszego. Wyprowadza jeden lęg w ciągu roku.

### Wysiadywanie i dorastanie
Od złożenia ostatniego jaja trwa ok. 24–28 dni. Pisklęta opuszczają gniazdo po około dwóch tygodniach, ale nadal przebywają w pobliżu i pozostają pod opieką rodziców. Pełną zdolność do lotu uzyskują po 35–40 dniach od wylęgnięcia się. Dojrzałość płciową uszatka ta osiąga w pierwszym roku życia.

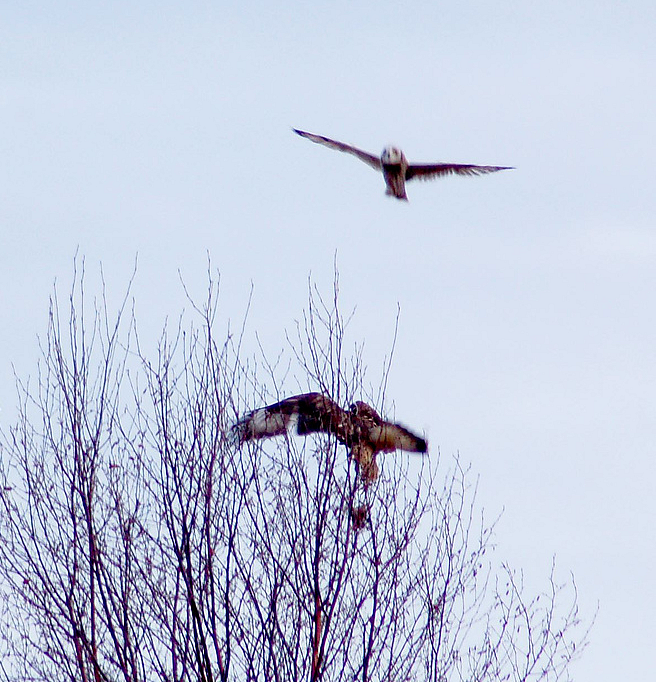
Sowa błotna przepędzająca myszołowa włochatego

## Pożywienie
W Polsce prawie wyłącznie norniki, natomiast daleko na północy głównie lemingi. Może też łowić małe ptaki.
Poluje z niskiego lotu patrolowego na terenach otwartych, najczęściej rano i wieczorem. Liczebność populacji zależy znacznie od ilości gryzoni, którymi się żywi. Dlatego w Polsce w latach, gdy ich brakuje, krajowa populacja może spaść do kilkunastu par, które nie wydadzą lęgu.

## Status i ochrona
Międzynarodowa Unia Ochrony Przyrody (IUCN) uznaje uszatkę błotną za gatunek najmniejszej troski (LC – Least Concern) nieprzerwanie od 1988 roku. Liczebność światowej populacji, obliczona w oparciu o szacunki organizacji BirdLife International dla Europy z 2021 roku, mieści się w przedziale 1 200 000 – 2 100 000 dorosłych osobników. Globalny trend liczebności populacji uznawany jest za spadkowy.
W Polsce objęta ścisłą ochroną gatunkową, wymaga ochrony czynnej. Na Czerwonej liście ptaków Polski została sklasyfikowana jako gatunek zagrożony (EN – Endangered). Szkodzi jej osuszanie terenu i zagospodarowanie obszarów podmokłych. Niezbędna jest też ochrona siedlisk i terenów lęgowych.